# Toscanello Speciale
Il Toscanello Speciale è un tipo di sigaro Toscano, realizzato presso la manifattura di Lucca. Il formato è quello del Toscanello, a tronco di cono, e corrispondente a metà sigaro toscano. La provenienza è tra i sigari di seconda scelta della fascia superiore. Questo sigaro dà quindi la possibilità di accedere ai sigari di fascia alta mantenendo un buon rapporto qualità/prezzo. È disponibile in confezione da 5.

## Caratteristiche
Caratteristiche distintive del Toscanello Speciale:
- Manifattura di produzione: Lucca
- Tempo di maturazione e stagionatura: 12 mesi
- Fascia: Kentucky nordamericano
- Ripieno: tabacco nazionale più i ritagli della fascia
- Aspetto: marrone scuro
- Fabbricazione: non dichiarata
- Lunghezza: 81/85 mm
- Diametro pancia: 15/16,5 mm
- Diametro punte: 9/10
- Volume: 9,35/11,95 ml
- Peso: circa 4,3 g (variabile)
- Densità: variabile
- Anno di uscita: 1998
- Disponibilità: in produzione
- Fascetta: assente.